# 管阳镇
管阳镇是中国福建省宁德市福鼎市下辖的一个镇。
地名的由来：因古时境内有鸛鸟而得名管阳。

## 行政区划
管阳镇共辖27个行政村，分别是：
管阳村、章边村、茶阳村、钰阳村、广化村、七蒲村、西坑村、乾头村、元潭村、溪头村、楮楼村、西阳村、徐陈村、缙阳村、天竹村、沈青村、小洋村、秀浿村、沿屿村、章峰村、南浿村、后溪村、唐阳村、亭边村、大山村、金钗溪村和花亭村。
管阳镇的主要姓氏有：碧山张氏，金钗溪朱氏，西阳吴氏，西坑孔氏，茶阳汪氏等

## 中国传统村落
- 2012年12月，西昆村被评为首批“中国传统村落”。
- 2013年8月，金钗溪村被评为第二批中国传统村落。

## 名胜
岩洞，坑里庵等。